# Guaram III
Guaram III —გუარამ III en georgià — de la dinastia dita dels « guaràmides», fou príncep-primat d'Ibèria del 693 al 748. Guaram III, que duia el títol romà d'Orient de curopalata, va succeir a Guaram II (que era de manera versemblant el seu avi) com a príncep hereditari de Javakètia-Calarzene i príncep-primat d'Ibèria vassall de l'Imperi Romà d'Orient l'any 693. L'ofensiva de les tropes àrabs del Califat al Caucas el va obligar des del començament del seu regnat a reconèixer la sobirania d'aquest últim sobre Ibèria (693-748). Guaram III fou el pare de Guaram IV d'Ibèria o Gurguèn II d'Ibèria, príncep de Javakètia-Calarzene ; una filla, que es va casar amb Artxil de Kakhètia el Màrtir, príncep de Kakhètia ; i una filla, que es va casar amb Vasaces Bagratuní.